# Holotrichia ciliaticollis
Holotrichia ciliaticollis är en skalbaggsart som beskrevs av Moser 1912. Holotrichia ciliaticollis ingår i släktet Holotrichia och familjen Melolonthidae. Inga underarter finns listade i Catalogue of Life.